# Goodspeed-Nunatakker
Die Goodspeed-Nunatakker sind eine Gruppe aus drei Reihen von Nunatakkern im ostantarktischen Mac-Robertson-Land. Sie ragen mit ostwestlicher Ausrichtung über eine Länge zwischen 15 und 25 km am westlichen Ende des Fisher-Gletschers und rund 50 km westnordwestlich des Mount McCauley in den Prince Charles Mountains auf.
Die Nunatakker wurden erstmals im Januar 1958 von Seismologen der Australian National Antarctic Research Expeditions (1956–1957) unter der Leitung von Keith Benson Mather (1922–2003) gesichtet. Das Antarctic Names Committee of Australia (ANCA) benannte sie nach Morley James Goodspeed (* 1927), Geophysiker auf der Mawson-Station im Jahr 1957.